# Janvier 1772
Cette page présente les faits marquants du mois de janvier 1772.

## Naissances
- 3 janvier : Ferdinando Visconti militaire italien, géographe, cartographe et spécialiste de la géodésie sicilien († 28 septembre 1847).
- 4 janvier : Paul-Louis Courier, pamphlétaire († 10 avril 1825).
- 29 janvier : François Watrin, général († 22 novembre 1802).